# Павловка (Захарьевский район)
Павловка (укр. Павлівка) — село, относится к Захарьевскому району Одесской области Украины.
Население по переписи 2001 года составляло 1021 человек. Почтовый индекс — 66733. Телефонный код — 4860. Занимает площадь 2,07 км². Код КОАТУУ — 5125283801.

## Местный совет
66733, Одесская обл., Захарьевский р-н, с. Павловка